# Nigrische Fußballnationalmannschaft der Frauen
Die nigrische Fußballnationalmannschaft der Frauen repräsentiert Niger im internationalen Frauenfußball. Das Team nahm nur 2007 an zwei von der FIFA anerkannten Spielen teil, bei denen es jeweils der burkinischen Fußballnationalmannschaft der Frauen unterlag. Die nigrische U-19-Frauennationalmannschaft hätte 2002 an der afrikanischen U-19-Meisterschaft im Frauenfußball teilnehmen sollen, machte jedoch vor Spielbeginn einen Rückzieher. Der Frauensport ist in Afrika mit bestimmten Problemen konfrontiert, die auch auf die Situation in Niger zutreffen.

## Hintergrund und Entwicklung
Die frühe Entwicklung des Frauensports zu der Zeit, als die Kolonialmächte Fußball auf den Kontinent brachten, war dadurch eingeschränkt, dass die Kolonisten dazu neigten, patriarchalisch geprägte Haltungen gegenüber der Beteiligung von Frauen im Sport einzunehmen und dabei auf lokale Kulturen stießen, denen bereits ähnliche Konzepte innewohnten. Die Defizite bei der späteren Entwicklung der Nationalmannschaft auf einer breiten internationalen Ebene ist auf mehrere Faktoren zurückzuführen, die symptomatisch für alle afrikanischen Teams sind. Dazu zählen insbesondere der eingeschränkte Zugang zu Schulbildung, die gesamtgesellschaftlich verbreitete Frauenarmut und die tiefsitzende Ungleichheit in einer Gesellschaft, die fallweise frauenspezifische Menschenrechtsverletzungen zulässt. Fußballspielerinnen, deren Talente zu herausragenden Leistungen weiterentwickelt werden, tendieren dazu das Land zu verlassen und bessere Chancen im Ausland zu suchen. Afrikaweit spielt auch die Geldfrage eine Rolle, wobei finanzielle Investitionen in der Regel von der FIFA und nicht von den nationalen Fußballverbänden geleistet werden. Der Erfolg des Frauenfußballs in Afrika hängt in Zukunft davon ab, dass die Infrastruktur verbessert wird und der Zugang von Frauen dazu gewährleistet ist.
Die Fédération Nigérienne de Football, der nigrische Fußballverband, wurde 1967 gegründet und im selben Jahr in die FIFA aufgenommen. Das FIFA-Kürzel des Landes lautet NIG. Der nationale Verband hat keinen Vollzeitmitarbeiter für den Frauensport und es gibt keine praktischen oder theoretischen Vorkehrungen, die speziell dem Frauenfußball gelten.
Es gab 2009 kein gesondert dem Frauenfußball gewidmetes Förderprogramm, obwohl Fußball zu den populärsten Sportarten im Land zählt. Bei Frauen ist allerdings Basketball der beliebteste Volkssport. Im Jahr 2006 waren in Niger keine einzige Fußballspielerin und kein einziger Frauenfußball-Verein registriert. Die für Niger geltenden Hörfunkrechte für die Fußball-Weltmeisterschaft der Frauen 2011 erwarben die African Union of Broadcasting und Supersport International.

## Teilnahme an Bewerben
Noch 1985 hatte kaum ein Land der Welt ein eigenes Frauenfußball-Nationalteam. In  Niger war es 2006 so weit. Die erste von der FIFA anerkannte internationale Begegnung fand 2007 in Ouagadougou statt, wo die Mannschaft beim Tournoi de Cinq Nations antrat: Burkina Faso gewann gegen Niger am 2. September 2007 10:0 und am 6. September 2007 5:0. Das nigrische Team nahm weder an den Vorrunden zur Frauenfußball-Afrika-Meisterschaft 2010 noch an den Panafrikanischen Spiele 2011 teil. Mit Stand März 2013 wurde das Land nicht der in FIFA-Weltrangliste erwähnt, was auch zuvor noch nie der Fall gewesen war.
Das U-19-Frauenfußball-Nationalteam Nigers stand im Wettbewerb der U-19-Afrika-Meisterschaft 2002, der ersten Ausgabe dieser Veranstaltung. Die Mannschaft verabschiedete sich in der ersten Runde. Im Viertelfinale hätte sie gegen Marokko antreten sollen, zog sich aber vor Spielbeginn aus der Meisterschaft zurück.